# Чемпіонат України з легкої атлетики 2022
Чемпіонат України з легкої атлетики 2022 серед дорослих був проведений 10-11 вересня в Луцьку на стадіоні «Авангард».
Первісно чемпіонат планувався до проведення 24-26 червня, проте через військову агресію Росії був перенесений на вересень.
Упродовж усіх змагань атлетів супроводжував холод і дощ, та навіть це не завадило їм продемонструвати цікаву боротьбу.

## Призери основного чемпіонату

### Чоловіки
| Дисципліни                | Золото                                                                                | Золото   | Срібло                                                                                  | Срібло   | Бронза                                                                                | Бронза   |
| ------------------------- | ------------------------------------------------------------------------------------- | -------- | --------------------------------------------------------------------------------------- | -------- | ------------------------------------------------------------------------------------- | -------- |
| 100 метрів                | Сергій Смелик Донецька область                                                        | 10,54    | Ерік Костриця Волинська область                                                         | 10,64    | Кирило Приходько Донецька область                                                     | 10,76    |
| 200 метрів                | Кирило Приходько Донецька область                                                     | 21,65    | Олексій Поздняков Донецька область                                                      | 21,88    | Владислав Ємець Київ                                                                  | 22,08    |
| 400 метрів                | Олександр Погорілко Сумська область                                                   | 46,79    | Данило Даниленко Волинська область                                                      | 47,15    | Микита Барабанов Запорізька область                                                   | 47,68    |
| 800 метрів                | Олег Миронець Чернівецька область                                                     | 1.49,79  | Євген Гуцол Волинська область                                                           | 1.50,26  | Євген Кузнєцов Дніпропетровська область                                               | 1.50,71  |
| 1500 метрів               | Дмитрій Ніколайчук Київ                                                               | 3.48,77  | Олег Каяфа Київська область                                                             | 3.49,21  | Євген Кузнєцов Дніпропетровська область                                               | 3.50,28  |
| 5000 метрів               | Ілля Кунін Дніпропетровська область                                                   | 14.27,13 | Вадим Лонський Донецька область                                                         | 14.29,95 | Андрій Атаманюк Хмельницька область                                                   | 14.31,94 |
| 10000 метрів              | Ігор Порозов Київська область                                                         | 29.29,05 | Микола Нижник Київ                                                                      | 29.37,00 | Вадим Лонський Донецька область                                                       | 29.46,36 |
| 110 метрів з бар'єрами    | Віктор Солянов Київ                                                                   | 14,39    | Олег Кукота Київ                                                                        | 14,62    | Максим Андрухів Львівська область                                                     | 14,72    |
| 400 метрів з бар'єрами    | Дмитро Романюк Рівненська область                                                     | 51,28    | Денис Нечипоренко Черкаська область                                                     | 53,62    | Євген Швець Сумська область                                                           | 54,00    |
| 3000 метрів з перешкодами | Роман Ростикус Львівська область                                                      | 9.01,10  | Василь Коваль Житомирська область                                                       | 9.10,41  | Василь Сабуняк Київ                                                                   | 9.15,06  |
| 4×100 метрів              | Донецька областьОлексій Поздняков Олександр Сосновенко Кирило Приходько Сергій Смелик | 41,38    | Запорізька областьРоман Кравцов Андрій Васильєв Микита Барабанов Андрій Барабанов       | 41,90    | Сумська областьВладислав Наталуха Денис Босенко Нікіта Маслюк Кірілл Кошаренко        | 43,12    |
| 4×400 метрів              | Сумська областьМаксим Романов Ярослав Демченко Андрій Нечипоренко Олександр Погорілко | 3.18,49  | Черкаська областьКостянтин Кишкань Денис Нечипоренко Микола Стаднік Ростислав Голубович | 3.27,00  | Чернівецька областьОлександр Данілов Назар Барбюк Владислав Мамалицький Олег Миронець | 3.27,32  |
| Стрибки у висоту          | Олег Дорощук Кіровоградська область                                                   | 2,15     | Роман Петрук Житомирська областьЮрій Кримаренко Київ                                    | 2,05     | не вручалась                                                                          |          |
| Стрибки з жердиною        | Іван Єрьомін Дніпропетровська область                                                 | 5,00     | Артур Бортніков Дніпропетровська область                                                | 4,60     | Владислав Малихін Київська область                                                    | 4,60     |
| Стрибки в довжину         | Сергій Никифоров Київська область                                                     | 7,32     | Антон Копитько Дніпропетровська область                                                 | 7,27     | Ярослав Ісаченков Харківська область                                                  | 6,93     |
| Потрійний стрибок         | Олександр Айко Київ                                                                   | 15,54    | Владислав Шепелєв Одеська область                                                       | 15,41    | Артем Коноваленко Донецька область                                                    | 15,35    |
| Штовхання ядра            | Ігор Мусієнко Сумська область                                                         | 18,16    | Віктор Самолюк Київська область                                                         | 17,53    | Віктор Климук Київ                                                                    | 17,07    |
| Метання диска             | Олексій Кирилін Черкаська область                                                     | 52,88    | Євген Максименко Харківська область                                                     | 44,78    | Ігор Висоцький Тернопільська область                                                  | 42,08    |
| Метання молота            | Гліб Піскунов Донецька область                                                        | 70,54    | Сергій Перевозніков Закарпатська область                                                | 67,60    | Антон Крикун Київ                                                                     | 52,18    |
| Метання списа             | Олександр Ничипорчук Київська область                                                 | 63,33    | Микола Калюш Рівненська область                                                         | 63,18    | Дмитро Шеремет Львівська область                                                      | 62,72    |
| Десятиборство             | Владислав Різниченко Київ                                                             | 5657     | Андрій Василевський Миколаївська область                                                | 4849     | Віталій Гаюк Миколаївська область                                                     | 4550     |

### Жінки
| Дисципліни                | Золото                                                                           | Золото   | Срібло                                                                                   | Срібло      | Бронза                                                                           | Бронза   |
| ------------------------- | -------------------------------------------------------------------------------- | -------- | ---------------------------------------------------------------------------------------- | ----------- | -------------------------------------------------------------------------------- | -------- |
| 100 метрів                | Яна Качур Київ                                                                   | 11,71    | Діана Гончаренко Сумська область                                                         | 11,96       | Анастасія Осокіна Дніпропетровська область                                       | 11,96    |
| 200 метрів                | Тетяна Мельник Київ                                                              | 23,87    | Тетяна Кайсен Дніпропетровська область                                                   | 24,24       | Тетяна Харащук Івано-Франківська область                                         | 24,74    |
| 400 метрів                | Катерина Карпюк Запорізька область                                               | 53,54    | Тетяна Мельник Київ                                                                      | 53,58       | Тетяна Харащук Івано-Франківська область                                         | 54,46    |
| 800 метрів                | Ольга Ляхова Полтавська область                                                  | 2.04,82  | Дар'я Вдовиченко Київська область                                                        | 2.07,08     | Оксана Долинчук Донецька область                                                 | 2.11,35  |
| 1500 метрів               | Наталія Кроль Рівненська область                                                 | 4.37,12  | Анна Міщенко Харківська область                                                          | 4.39,56     | Тетяна Чорновол Київська область                                                 | 4.40,43  |
| 5000 метрів               | Вікторія Калюжна Донецька область                                                | 16.08,77 | Євгенія Прокоф'єва Київ                                                                  | 16.35,51    | Вікторія Шкурко Київська область                                                 | 16.51,91 |
| 10000 метрів              | Валерія Зіненко Донецька область                                                 | 31.57,94 | Вікторія Калюжна Донецька область                                                        | 32.39,63 PB | Євгенія Прокоф'єва Київ                                                          | 35.21,95 |
| 100 метрів з бар'єрами    | Анна Плотіцина Київська область                                                  | 13,41    | Ганна Чубковцова Київ                                                                    | 13,46       | Наталія Юрчук Рівненська область                                                 | 13,66    |
| 400 метрів з бар'єрами    | Марія Миколенко Донецька область                                                 | 59,37    | Тетяна Безшийко Черкаська область                                                        | 1.00,33     | Анна Цибульник Сумська область                                                   | 1.03,45  |
| 3000 метрів з перешкодами | Наталія Стребкова Тернопільська область                                          | 9.57,84  | Тетяна Когут Тернопільська область                                                       | 10.23,83    | Вікторія Дуткевич Львівська область                                              | 10.53,24 |
| 4×100 метрів              | Сумська областьВалентина Авраменко Дарина Маслюк Анна Цибульник Діана Гончаренко | 47,68    | Дніпропетровська областьВалентина Кисленко Аліна Кишкіна Тетяна Кайсен Анастасія Осокіна | 47,79       | Чернівецька областьКатерина Драгінда Аліна Попадюк Вікторія Ватаманюк Ольга Юзва | 47,90    |
| 4×400 метрів              | Дніпропетровська областьАнна Орлова Юлія Шуляр Евеліна Заїка Тетяна Кайсен       | 3.55,31  | Вінницька областьАнастасія Іванова Тетяна Дорошенко Анна Дорофєєва Марія Черкас          | 3.58,35     | Сумська областьАліна Богданова Дарина Маслюк Євгенія Мучарова Анна Цибульник     | 4.03,25  |
| Стрибки у висоту          | Юлія Чумаченко Донецька область                                                  | 1,80     | Вікторія Кармаренко Запорізька область                                                   | 1,70        | Лілія Клінцова Харківська область                                                | 1,70     |
| Стрибки з жердиною        | Яна Гладійчук Київ                                                               | 4,00     | Юлія Козуб Миколаївська область                                                          | 3,60        | Тетяна Гамора Харківська область                                                 | 3,40     |
| Стрибки в довжину         | Наталія-Вікторія Хамула Полтавська область                                       | 6,01     | Оксана Мартинова Харківська область                                                      | 5,96        | Інна Сидоренко Дніпропетровська область                                          | 5,81     |
| Потрійний стрибок         | Інна Сидоренко Дніпропетровська область                                          | 13,00    | Анна Костенко Дніпропетровська область                                                   | 12,81       | Олександра Чернуха Хмельницька область                                           | 12,34    |
| Штовхання ядра            | Ольга Голодна Київська область                                                   | 15,59    | Софія Ромасюк Харківська область                                                         | 14,05       | Тетяна Кравченко Київська область                                                | 13,22    |
| Метання диска             | Наталія Семенова Донецька область                                                | 52,42    | Дар'я Гаркуша Дніпропетровська область                                                   | 46,94       | Дар'я Козачок Житомирська область                                                | 44,12    |
| Метання молота            | Ірина Климець Волинська область                                                  | 70,01    | Альона Шуть Дніпропетровська область                                                     | 64,91       | Валерія Іваненко-Кириліна Черкаська область                                      | 63,26    |
| Метання списа             | Ганна Гацько Київ                                                                | 49,85    | Аліна Шух Київ                                                                           | 47,44       | Еріка Лукач Київська область                                                     | 45,96    |
| Семиборство               | Тетяна Білик Харківська область                                                  | 5216     | Валерія Мухоброд Київ                                                                    | 5140        | Марія Слобода Київська область                                                   | 4743     |

## Окремі чемпіонати

### Стадіонні дисципліни
- Зимовий чемпіонат України з легкоатлетичних метань 2022 був проведений 18-19 лютого в Мукачевому на стадіонах місцевої ДЮСШ (метання списа) та «Харчовик» (метання молота та диска). Змагання були основним відбірковим стартом на Кубок Європи з метань[2].

#### Чоловіки
| Дисципліни               | Золото                                     | Золото | Срібло                                   | Срібло   | Бронза                                  | Бронза |
| ------------------------ | ------------------------------------------ | ------ | ---------------------------------------- | -------- | --------------------------------------- | ------ |
| Метання диска (зимовий)  | Микита Нестеренко Дніпропетровська область | 60,58  | Руслан Валітов Дніпропетровська область  | 58,34 SB | Іван Поваляшко Дніпропетровська область | 47,22  |
| Метання молота (зимовий) | Михайло Гаврилюк Івано-Франківська область | 71,53  | Сергій Перевозніков Закарпатська область | 69,86    | Євген Полухін Донецька область          | 56,16  |
| Метання списа (зимовий)  | Юрій Кушнірук Запорізька область           | 66,99  | Дмитро Шеремет Львівська область         | 66,80    | Микола Калюш Рівненська область         | 63,97  |

#### Жінки
| Дисципліни               | Золото                                 | Золото   | Срібло                               | Срібло | Бронза                                     | Бронза |
| ------------------------ | -------------------------------------- | -------- | ------------------------------------ | ------ | ------------------------------------------ | ------ |
| Метання диска (зимовий)  | Катерина Нестеренко Харківська область | 44,53    | Світлана Марусенко Черкаська область | 43,64  | Тетяна Коритник Черкаська область          | 24,76  |
| Метання молота (зимовий) | Альона Шуть Дніпропетровська область   | 68,71 SB | Ірина Климець Волинська область      | 66,72  | Римма Філімошкіна Донецька область         | 63,65  |
| Метання списа (зимовий)  | Ганна Гацько Запорізька область        | 57,67    | Тетяна Ничипорчук Київ               | 47,78  | Анастасія Іванова Дніпропетровська область | 41,90  |

### Шосейна спортивна ходьба
Первісно, через ранні терміни (4-5 березня) проведення командного чемпіонату світу з ходьби, зимовий чемпіонат України зі спортивної ходьби на дистанціях 20 та 35 кілометрів планувався до проведення навесні, 14-15 травня, в Івано-Франківську. Проте так і не був проведений через військове вторгнення Росії.
Через щільність змагального сезону-2022 «літній» чемпіонат на 20-кілометровій дистанції первісно не планувався. Згодом було прийняте рішення розіграти нагороди національної першості на «двадцятці» у жовтні 15 жовтня в Івано-Франківську, разом із традиційним чемпіонатом країни на довгій дистанції ходьби.
- Основний чемпіонат України зі спортивної ходьби на 20 та 35 кілометрів був проведений 15 жовтня в Івано-Франківську.

#### Чоловіки
| Дисципліна           | Золото                                    | Золото  | Срібло                            | Срібло  | Бронза                      | Бронза  |
| -------------------- | ----------------------------------------- | ------- | --------------------------------- | ------- | --------------------------- | ------- |
| Ходьба 20 кілометрів | Віктор Шумік Волинська область            | 1:23.44 | Сергій Світличний Сумська область | 1:24.27 | Єгор Шелест Сумська область | 1:30.17 |
| Ходьба 35 кілометрів | Валерій Літанюк Івано-Франківська область | 2:35.39 | Антон Радько Сумська область      | 2:36.45 | Ігор Главан Сумська область | 2:38.20 |

#### Жінки
| Дисципліна           | Золото                         | Золото  | Срібло                     | Срібло  | Бронза       | Бронза |
| -------------------- | ------------------------------ | ------- | -------------------------- | ------- | ------------ | ------ |
| Ходьба 20 кілометрів | Ірина Коваль Львівська область | 1:43.40 | Аліна Ткач Сумська область | 2:07.40 | не вручалась |        |
| Ходьба 35 кілометрів | Аліна Цвілій Київська область  | 3:02.42 | не вручалась               |         | не вручалась |        |

### Трейл, гірський біг та крос
Всі чемпіонати України з трейлу та гірського бігу в сезоні-2022 були скасовані через російське вторгнення до України.
- Чемпіонат України з кросу 2022 був проведений 29-30 жовтня в Ужгороді[3].

#### Чоловіки
| Дисципліни   | Золото                          | Золото | Срібло                            | Срібло | Бронза                             | Бронза |
| ------------ | ------------------------------- | ------ | --------------------------------- | ------ | ---------------------------------- | ------ |
| Крос (2 км)  | Володимир Киц Київська область  | 6.15   | Роман Ростикус Львівська область  | 6.16   | Олег Каяфа Київська область        | 6.16   |
| Крос (10 км) | Дмитро Сірук Рівненська область | 31.35  | Василь Коваль Житомирська область | 31.38  | Роман Романенко Харківська область | 31.41  |

#### Жінки
| Дисципліни  | Золото                           | Золото | Срібло                             | Срібло | Бронза                           | Бронза |
| ----------- | -------------------------------- | ------ | ---------------------------------- | ------ | -------------------------------- | ------ |
| Крос (2 км) | Анжела Бондар Київ               | 7.20   | Олена Коваль Житомирська область   | 7.21   | Ксенія Пироженко Київ            | 7.27   |
| Крос (8 км) | Марина Немченко Донецька область | 28.59  | Богдана Семьонова Донецька область | 29.10  | Олена Коваль Житомирська область | 29.34  |

### Шосейний біг
Всі чемпіонати України з шосейного бігу (на 1 милю, на 10 кілометрів, напівмарафон, марафонський біг, на 50 та 100 кілометрів, а також з 12-годинного, добового та 48-годинного бігу) були скасовані через військову агресію Росії.